# Microplitis basalis
Microplitis basalis är en stekelart som först beskrevs av Charles Thomas Bingham 1906.  Microplitis basalis ingår i släktet Microplitis och familjen bracksteklar. Inga underarter finns listade i Catalogue of Life.